# Melissa Gorman
Melissa Gorman, née le 11 décembre 1985 à Sydney, est une nageuse australienne spécialisée dans les épreuves en eau libre.

## Carrière
Aux Jeux du Commonwealth de 2006, Gorman a remporté une médaille d'argent au 800 m nage libre.   
Aux Jeux olympiques d'été de 2008, Gorman a terminé quinzième lors du 10 km marathon en eau libre et dix-septième au 800 m nage libre.   
Aux Championnats du monde 2009, Gorman a battu sur le fil la championne olympique Larisa Ilchenko pour remporter l'or dans le 5 km.  
Aux Jeux du Commonwealth de 2010, Gorman a obtenu la médaille de bronze au 800 m nage libre.  
Aux Championnats pan-pacifiques 2010, Gorman a gagné la médaille d'or sur le 1 500 m libre féminin et a établi un nouveau record du Commonwealth.

## Palmarès

### Championnats du monde
- Championnats du monde 2009 à Rome (Italie) :
  -  Médaille d'or du 5 km en eau libre
- Championnats du monde de nage en eau libre 2010 à Roberval (Canada) : 
  -  Médaille de bronze au 10 km
- Championnats du monde 2011 à Shanghai (Chine) :
  -  Médaille d'argent de la compétition par équipes en eau libre

### Autres
- Championnats pan-pacifiques 2010
  -  Médaille d'or au 1 500 m nage libre
- Jeux du Commonwealth de 2006
  -  Médaille d'argent au 800 m nage libre
- Jeux du Commonwealth de 2010
  -  Médaille de bronze au 800 m nage libre